# Teyl
Teyl là một chi nhện trong họ Nemesiidae.
Teyl được miêu tả năm 1975 bởi Main.

## Các loài
Teyl có các loài sau:
- Teyl harveyi Main, 2004
- Teyl luculentus Main, 1975
- Teyl walkeri Main, 2004
- Teyl yeni Main, 2004